# Coppa Davis 2009 Zona Euro-Africana
La Zona Euro-Africana (European and African Zone) è una delle tre divisioni zonali della Coppa Davis 2009. Essa è a sua volta suddivisa in quattro gruppi (Gruppo I, Gruppo II, Gruppo III, Gruppo IV) formati rispettivamente da 9, 16, 16 e 5 squadre, inserite in tali gruppi in base ai risultati ottenuti l'anno precedente.

## Gruppo I
|                                                                         | Play-off 2º turno 18-20 settembre                                       | Play-off 2º turno 18-20 settembre                                       | Play-off 2º turno 18-20 settembre                                       |                                                                         |                                                                         | Play-off 1º turno 10-12 luglio                                          | Play-off 1º turno 10-12 luglio                                          | Play-off 1º turno 10-12 luglio                                          |                                                                         |                                                                        | 1º turno 6-8 marzo                                                     | 1º turno 6-8 marzo                                                     | 1º turno 6-8 marzo                                                     |                                                                        |                                                                        | 2º turno 6-8 marzo/8-10 maggio(RSA-BLR)                                | 2º turno 6-8 marzo/8-10 maggio(RSA-BLR)                                | 2º turno 6-8 marzo/8-10 maggio(RSA-BLR)                                |                                                                        |                                         |
|                                                                         |                                                                         |                                                                         |                                                                         |                                                                         |                                                                         |                                                                         |                                                                         |                                                                         |                                                                         |                                                                        |                                                                        |                                                                        |                                                                        |                                                                        |                                                                        |                                                                        |                                                                        |                                                                        |                                                                        |                                         |
|                                                                         |                                                                         |                                                                         |                                                                         |                                                                         |                                                                         |                                                                         |                                                                         |                                                                         |                                                                         |                                                                        |                                                                        |                                                                        |                                                                        |                                                                        |                                                                        |                                                                        |                                                                        |                                                                        |                                                                        |                                         |
|                                                                         |                                                                         |                                                                         |                                                                         |                                                                         |                                                                         |                                                                         |                                                                         |                                                                         |                                                                         |                                                                        | 1                                                                      | Slovacchia                                                             |                                                                        |                                                                        |                                                                        |                                                                        |                                                                        |                                                                        |                                                                        |                                         |
|                                                                         |                                                                         |                                                                         |                                                                         |                                                                         |                                                                         |                                                                         |                                                                         |                                                                         |                                                                         |                                                                        |                                                                        | bye                                                                    |                                                                        |                                                                        |                                                                        | Cagliari, Italia (terra)                                               | Cagliari, Italia (terra)                                               | Cagliari, Italia (terra)                                               | Cagliari, Italia (terra)                                               | Cagliari, Italia (terra)                |
|                                                                         |                                                                         |                                                                         |                                                                         |                                                                         |                                                                         | 1                                                                       | Slovacchia                                                              |                                                                         |                                                                         |                                                                        |                                                                        |                                                                        |                                                                        |                                                                        | 1                                                                      | Slovacchia                                                             | 1                                                                      |                                                                        |                                                                        |                                         |
|                                                                         |                                                                         |                                                                         |                                                                         |                                                                         |                                                                         |                                                                         | bye                                                                     |                                                                         |                                                                         |                                                                        |                                                                        |                                                                        |                                                                        |                                                                        |                                                                        | Italia                                                                 | 4                                                                      |                                                                        |                                                                        |                                         |
|                                                                         |                                                                         |                                                                         |                                                                         |                                                                         |                                                                         |                                                                         |                                                                         |                                                                         |                                                                         |                                                                        | Italia                                                                 |                                                                        |                                                                        |                                                                        |                                                                        |                                                                        |                                                                        |                                                                        |                                                                        |                                         |
|                                                                         | Bratislava, Slovacchia (cemento indoor)                                 | Bratislava, Slovacchia (cemento indoor)                                 | Bratislava, Slovacchia (cemento indoor)                                 | Bratislava, Slovacchia (cemento indoor)                                 |                                                                         |                                                                         |                                                                         |                                                                         |                                                                         |                                                                        | bye                                                                    |                                                                        |                                                                        |                                                                        |                                                                        |                                                                        |                                                                        |                                                                        |                                                                        |                                         |
|                                                                         | 1                                                                       | Slovacchia                                                              | 5                                                                       |                                                                         |                                                                         |                                                                         |                                                                         |                                                                         |                                                                         |                                                                        |                                                                        |                                                                        |                                                                        |                                                                        |                                                                        |                                                                        |                                                                        |                                                                        |                                                                        |                                         |
|                                                                         |                                                                         | Macedonia                                                               | 0                                                                       |                                                                         |                                                                         |                                                                         |                                                                         |                                                                         |                                                                         |                                                                        |                                                                        |                                                                        |                                                                        |                                                                        |                                                                        |                                                                        |                                                                        |                                                                        |                                                                        |                                         |
|                                                                         |                                                                         |                                                                         |                                                                         |                                                                         |                                                                         |                                                                         |                                                                         |                                                                         |                                                                         |                                                                        | 4                                                                      | Bielorussia                                                            |                                                                        |                                                                        |                                                                        |                                                                        |                                                                        |                                                                        |                                                                        |                                         |
|                                                                         |                                                                         |                                                                         |                                                                         |                                                                         |                                                                         | Minsk, Bielorussia (cemento)                                            | Minsk, Bielorussia (cemento)                                            | Minsk, Bielorussia (cemento)                                            | Minsk, Bielorussia (cemento)                                            |                                                                        |                                                                        | bye                                                                    |                                                                        |                                                                        |                                                                        | Johannesburg, Sudafrica (cemento)                                      | Johannesburg, Sudafrica (cemento)                                      | Johannesburg, Sudafrica (cemento)                                      | Johannesburg, Sudafrica (cemento)                                      | Johannesburg, Sudafrica (cemento)       |
|                                                                         |                                                                         |                                                                         |                                                                         |                                                                         | 4                                                                       | Bielorussia                                                             | 4                                                                       |                                                                         |                                                                         |                                                                        |                                                                        |                                                                        |                                                                        | 4                                                                      | Bielorussia                                                            | 0                                                                      |                                                                        |                                                                        |                                                                        |                                         |
|                                                                         |                                                                         |                                                                         |                                                                         |                                                                         |                                                                         |                                                                         | Macedonia                                                               | 1                                                                       |                                                                         | Johannesburg, Sudafrica (cemento)                                      | Johannesburg, Sudafrica (cemento)                                      | Johannesburg, Sudafrica (cemento)                                      | Johannesburg, Sudafrica (cemento)                                      |                                                                        |                                                                        | Sudafrica                                                              | 5                                                                      |                                                                        |                                                                        |                                         |
|                                                                         |                                                                         |                                                                         |                                                                         |                                                                         |                                                                         |                                                                         |                                                                         |                                                                         |                                                                         |                                                                        | Sudafrica                                                              | 5                                                                      |                                                                        |                                                                        |                                                                        |                                                                        |                                                                        |                                                                        |                                                                        |                                         |
|                                                                         |                                                                         |                                                                         |                                                                         |                                                                         |                                                                         |                                                                         |                                                                         |                                                                         |                                                                         |                                                                        |                                                                        | Macedonia                                                              | 0                                                                      |                                                                        |                                                                        |                                                                        |                                                                        |                                                                        |                                                                        |                                         |
|                                                                         |                                                                         |                                                                         |                                                                         |                                                                         |                                                                         |                                                                         |                                                                         |                                                                         |                                                                         |                                                                        |                                                                        |                                                                        |                                                                        |                                                                        |                                                                        |                                                                        |                                                                        |                                                                        |                                                                        |                                         |
|                                                                         |                                                                         |                                                                         |                                                                         |                                                                         |                                                                         |                                                                         |                                                                         |                                                                         |                                                                         |                                                                        |                                                                        | bye                                                                    |                                                                        |                                                                        |                                                                        |                                                                        |                                                                        |                                                                        |                                                                        |                                         |
|                                                                         |                                                                         |                                                                         |                                                                         |                                                                         |                                                                         |                                                                         |                                                                         |                                                                         |                                                                         |                                                                        |                                                                        | Ucraina                                                                |                                                                        |                                                                        |                                                                        | Glasgow, Gran Bretagna (cemento indoor)                                | Glasgow, Gran Bretagna (cemento indoor)                                | Glasgow, Gran Bretagna (cemento indoor)                                | Glasgow, Gran Bretagna (cemento indoor)                                | Glasgow, Gran Bretagna (cemento indoor) |
|                                                                         |                                                                         |                                                                         |                                                                         |                                                                         |                                                                         |                                                                         | bye                                                                     |                                                                         |                                                                         |                                                                        |                                                                        |                                                                        |                                                                        |                                                                        |                                                                        | Ucraina                                                                | 4                                                                      |                                                                        |                                                                        |                                         |
|                                                                         |                                                                         |                                                                         |                                                                         |                                                                         |                                                                         | 3                                                                       | Regno Unito                                                             |                                                                         |                                                                         |                                                                        |                                                                        |                                                                        |                                                                        |                                                                        | 3                                                                      | Regno Unito                                                            | 1                                                                      |                                                                        |                                                                        |                                         |
|                                                                         |                                                                         |                                                                         |                                                                         |                                                                         |                                                                         |                                                                         |                                                                         |                                                                         |                                                                         |                                                                        | bye                                                                    |                                                                        |                                                                        |                                                                        |                                                                        |                                                                        |                                                                        |                                                                        |                                                                        |                                         |
|                                                                         | Liverpool, Gran Bretagna (cemento indoor)                               | Liverpool, Gran Bretagna (cemento indoor)                               | Liverpool, Gran Bretagna (cemento indoor)                               | Liverpool, Gran Bretagna (cemento indoor)                               |                                                                         |                                                                         |                                                                         |                                                                         |                                                                         | 3                                                                      | Regno Unito                                                            |                                                                        |                                                                        |                                                                        |                                                                        |                                                                        |                                                                        |                                                                        |                                                                        |                                         |
|                                                                         | 3                                                                       | Regno Unito                                                             | 2                                                                       |                                                                         |                                                                         |                                                                         |                                                                         |                                                                         |                                                                         |                                                                        |                                                                        |                                                                        |                                                                        |                                                                        |                                                                        |                                                                        |                                                                        |                                                                        |                                                                        |                                         |
|                                                                         |                                                                         | Polonia                                                                 | 3                                                                       |                                                                         |                                                                         |                                                                         |                                                                         |                                                                         |                                                                         |                                                                        |                                                                        |                                                                        |                                                                        |                                                                        |                                                                        |                                                                        |                                                                        |                                                                        |                                                                        |                                         |
|                                                                         |                                                                         |                                                                         |                                                                         |                                                                         |                                                                         |                                                                         |                                                                         |                                                                         |                                                                         |                                                                        |                                                                        | bye                                                                    |                                                                        |                                                                        |                                                                        |                                                                        |                                                                        |                                                                        |                                                                        |                                         |
|                                                                         |                                                                         |                                                                         |                                                                         |                                                                         |                                                                         |                                                                         |                                                                         |                                                                         |                                                                         |                                                                        |                                                                        | Polonia                                                                |                                                                        |                                                                        |                                                                        | Liegi, Belgio (terra indoor)                                           | Liegi, Belgio (terra indoor)                                           | Liegi, Belgio (terra indoor)                                           | Liegi, Belgio (terra indoor)                                           | Liegi, Belgio (terra indoor)            |
|                                                                         |                                                                         |                                                                         |                                                                         |                                                                         |                                                                         | Polonia                                                                 |                                                                         |                                                                         |                                                                         |                                                                        |                                                                        |                                                                        |                                                                        |                                                                        | Polonia                                                                | 1                                                                      |                                                                        |                                                                        |                                                                        |                                         |
|                                                                         |                                                                         |                                                                         |                                                                         |                                                                         |                                                                         |                                                                         | bye                                                                     |                                                                         |                                                                         |                                                                        |                                                                        |                                                                        |                                                                        |                                                                        | 2                                                                      | Belgio                                                                 | 4                                                                      |                                                                        |                                                                        |                                         |
|                                                                         |                                                                         |                                                                         |                                                                         |                                                                         |                                                                         |                                                                         |                                                                         |                                                                         |                                                                         |                                                                        | bye                                                                    |                                                                        |                                                                        |                                                                        |                                                                        |                                                                        |                                                                        |                                                                        |                                                                        |                                         |
|                                                                         |                                                                         |                                                                         |                                                                         |                                                                         |                                                                         |                                                                         |                                                                         |                                                                         |                                                                         |                                                                        | 2                                                                      | Belgio                                                                 |                                                                        |                                                                        |                                                                        |                                                                        |                                                                        |                                                                        |                                                                        |                                         |
| Macedonia e Gran Bretagna retrocesse al Group II della Coppa Davis 2010 | Macedonia e Gran Bretagna retrocesse al Group II della Coppa Davis 2010 | Macedonia e Gran Bretagna retrocesse al Group II della Coppa Davis 2010 | Macedonia e Gran Bretagna retrocesse al Group II della Coppa Davis 2010 | Macedonia e Gran Bretagna retrocesse al Group II della Coppa Davis 2010 | Macedonia e Gran Bretagna retrocesse al Group II della Coppa Davis 2010 | Macedonia e Gran Bretagna retrocesse al Group II della Coppa Davis 2010 | Macedonia e Gran Bretagna retrocesse al Group II della Coppa Davis 2010 | Macedonia e Gran Bretagna retrocesse al Group II della Coppa Davis 2010 | Macedonia e Gran Bretagna retrocesse al Group II della Coppa Davis 2010 | Italia, Sudafrica, Ucraina, e Belgio ammesse ai World Group Play-offs. | Italia, Sudafrica, Ucraina, e Belgio ammesse ai World Group Play-offs. | Italia, Sudafrica, Ucraina, e Belgio ammesse ai World Group Play-offs. | Italia, Sudafrica, Ucraina, e Belgio ammesse ai World Group Play-offs. | Italia, Sudafrica, Ucraina, e Belgio ammesse ai World Group Play-offs. | Italia, Sudafrica, Ucraina, e Belgio ammesse ai World Group Play-offs. | Italia, Sudafrica, Ucraina, e Belgio ammesse ai World Group Play-offs. | Italia, Sudafrica, Ucraina, e Belgio ammesse ai World Group Play-offs. | Italia, Sudafrica, Ucraina, e Belgio ammesse ai World Group Play-offs. | Italia, Sudafrica, Ucraina, e Belgio ammesse ai World Group Play-offs. |                                         |

## Gruppo II
|                                                                                          | Play-off 10-12 luglio                                                                    | Play-off 10-12 luglio                                                                    | Play-off 10-12 luglio                                                                    |                                                                                          |                                                                                          | 1º turno 6-8 marzo                                                                       | 1º turno 6-8 marzo                                                                       | 1º turno 6-8 marzo                                                                       |                                                                                          |                                                                  | 2º turno 10-12 luglio                                            | 2º turno 10-12 luglio                                            | 2º turno 10-12 luglio                                            |                                                                  |                                                                  | 3º turno 18-20 settembre                                         | 3º turno 18-20 settembre                                         | 3º turno 18-20 settembre                                         |                                                                  |                                  |
|                                                                                          |                                                                                          |                                                                                          |                                                                                          |                                                                                          |                                                                                          |                                                                                          |                                                                                          |                                                                                          |                                                                                          |                                                                  |                                                                  |                                                                  |                                                                  |                                                                  |                                                                  |                                                                  |                                                                  |                                                                  |                                                                  |                                  |
|                                                                                          |                                                                                          |                                                                                          |                                                                                          |                                                                                          |                                                                                          | Vilnius, Lituania (cemento indoor)                                                       |                                                                                          |                                                                                          |                                                                                          |                                                                  |                                                                  |                                                                  |                                                                  |                                                                  |                                                                  |                                                                  |                                                                  |                                                                  |                                                                  |                                  |
|                                                                                          |                                                                                          |                                                                                          |                                                                                          |                                                                                          |                                                                                          | 1                                                                                        | Georgia                                                                                  | 2                                                                                        |                                                                                          |                                                                  |                                                                  |                                                                  |                                                                  |                                                                  |                                                                  |                                                                  |                                                                  |                                                                  |                                                                  |                                  |
|                                                                                          | Il Cairo, Egitto (terra)                                                                 | Il Cairo, Egitto (terra)                                                                 | Il Cairo, Egitto (terra)                                                                 | Il Cairo, Egitto (terra)                                                                 |                                                                                          |                                                                                          | Lituania                                                                                 | 3                                                                                        |                                                                                          |                                                                  | Otočec, Slovenia (terra indoor)                                  | Otočec, Slovenia (terra indoor)                                  | Otočec, Slovenia (terra indoor)                                  | Otočec, Slovenia (terra indoor)                                  | Otočec, Slovenia (terra indoor)                                  |                                                                  |                                                                  |                                                                  |                                                                  |                                  |
|                                                                                          | 1                                                                                        | Georgia                                                                                  | 0                                                                                        |                                                                                          |                                                                                          |                                                                                          |                                                                                          |                                                                                          |                                                                                          |                                                                  | Lituania                                                         | 0                                                                |                                                                  |                                                                  |                                                                  |                                                                  |                                                                  |                                                                  |                                                                  |                                  |
|                                                                                          |                                                                                          | Egitto                                                                                   | 5                                                                                        |                                                                                          | Otočec, Slovenia (erba indoor)                                                           | Otočec, Slovenia (erba indoor)                                                           | Otočec, Slovenia (erba indoor)                                                           | Otočec, Slovenia (erba indoor)                                                           |                                                                                          | 8                                                                | Slovenia                                                         | 5                                                                |                                                                  |                                                                  |                                                                  |                                                                  |                                                                  |                                                                  |                                                                  |                                  |
|                                                                                          |                                                                                          |                                                                                          |                                                                                          |                                                                                          | 8                                                                                        | Slovenia                                                                                 | 5                                                                                        |                                                                                          |                                                                                          |                                                                  |                                                                  |                                                                  |                                                                  |                                                                  |                                                                  |                                                                  |                                                                  |                                                                  |                                                                  |                                  |
|                                                                                          |                                                                                          |                                                                                          |                                                                                          |                                                                                          |                                                                                          |                                                                                          | Egitto                                                                                   | 0                                                                                        |                                                                                          |                                                                  |                                                                  |                                                                  |                                                                  |                                                                  |                                                                  | Jūrmala, Lettonia (erba indoor)                                  | Jūrmala, Lettonia (erba indoor)                                  | Jūrmala, Lettonia (erba indoor)                                  | Jūrmala, Lettonia (erba indoor)                                  | Jūrmala, Lettonia (erba indoor)  |
|                                                                                          |                                                                                          |                                                                                          |                                                                                          |                                                                                          |                                                                                          |                                                                                          |                                                                                          |                                                                                          |                                                                                          |                                                                  |                                                                  |                                                                  |                                                                  |                                                                  |                                                                  | 8                                                                | Slovenia                                                         | 2                                                                |                                                                  |                                  |
|                                                                                          |                                                                                          |                                                                                          |                                                                                          |                                                                                          |                                                                                          | Jūrmala, Lettonia (erba indoor)                                                          | Jūrmala, Lettonia (erba indoor)                                                          | Jūrmala, Lettonia (erba indoor)                                                          | Jūrmala, Lettonia (erba indoor)                                                          | Jūrmala, Lettonia (erba indoor)                                  |                                                                  |                                                                  |                                                                  |                                                                  |                                                                  | 4                                                                | Lettonia                                                         | 3                                                                |                                                                  |                                  |
|                                                                                          |                                                                                          |                                                                                          |                                                                                          |                                                                                          |                                                                                          | 4                                                                                        | Lettonia                                                                                 | 5                                                                                        |                                                                                          |                                                                  |                                                                  |                                                                  |                                                                  |                                                                  |                                                                  |                                                                  |                                                                  |                                                                  |                                                                  |                                  |
|                                                                                          | Gödöllo, Ungheria (terra)                                                                | Gödöllo, Ungheria (terra)                                                                | Gödöllo, Ungheria (terra)                                                                | Gödöllo, Ungheria (terra)                                                                |                                                                                          |                                                                                          | Moldavia                                                                                 | 0                                                                                        |                                                                                          |                                                                  | Plovdiv, Bulgaria (terra)                                        | Plovdiv, Bulgaria (terra)                                        | Plovdiv, Bulgaria (terra)                                        | Plovdiv, Bulgaria (terra)                                        | Plovdiv, Bulgaria (terra)                                        |                                                                  |                                                                  |                                                                  |                                                                  |                                  |
|                                                                                          |                                                                                          | Moldavia                                                                                 | 2                                                                                        |                                                                                          |                                                                                          |                                                                                          |                                                                                          |                                                                                          |                                                                                          | 4                                                                | Lettonia                                                         | 4                                                                |                                                                  |                                                                  |                                                                  |                                                                  |                                                                  |                                                                  |                                                                  |                                  |
|                                                                                          | 5                                                                                        | Ungheria                                                                                 | 3                                                                                        |                                                                                          | Győr, Ungheria (erba indoor)                                                             | Győr, Ungheria (erba indoor)                                                             | Győr, Ungheria (erba indoor)                                                             | Győr, Ungheria (erba indoor)                                                             |                                                                                          |                                                                  | Bulgaria                                                         | 1                                                                |                                                                  |                                                                  |                                                                  |                                                                  |                                                                  |                                                                  |                                                                  |                                  |
|                                                                                          |                                                                                          |                                                                                          |                                                                                          |                                                                                          | 5                                                                                        | Ungheria                                                                                 | 2                                                                                        |                                                                                          |                                                                                          |                                                                  |                                                                  |                                                                  |                                                                  |                                                                  |                                                                  |                                                                  |                                                                  |                                                                  |                                                                  |                                  |
|                                                                                          |                                                                                          |                                                                                          |                                                                                          |                                                                                          |                                                                                          |                                                                                          | Bulgaria                                                                                 | 3                                                                                        |                                                                                          |                                                                  |                                                                  |                                                                  |                                                                  |                                                                  |                                                                  |                                                                  |                                                                  |                                                                  |                                                                  |                                  |
|                                                                                          |                                                                                          |                                                                                          |                                                                                          |                                                                                          |                                                                                          | Kolding, Danimarca (erba indoor)                                                         |                                                                                          |                                                                                          |                                                                                          |                                                                  |                                                                  |                                                                  |                                                                  |                                                                  |                                                                  |                                                                  |                                                                  |                                                                  |                                                                  |                                  |
|                                                                                          |                                                                                          |                                                                                          |                                                                                          |                                                                                          |                                                                                          |                                                                                          | Danimarca                                                                                | 2                                                                                        |                                                                                          |                                                                  |                                                                  |                                                                  |                                                                  |                                                                  |                                                                  |                                                                  |                                                                  |                                                                  |                                                                  |                                  |
|                                                                                          | Lyngby, Danimarca (terra)                                                                | Lyngby, Danimarca (terra)                                                                | Lyngby, Danimarca (terra)                                                                | Lyngby, Danimarca (terra)                                                                |                                                                                          | 6                                                                                        | Finlandia                                                                                | 3                                                                                        |                                                                                          |                                                                  | Naantali, Finlandia (terra)                                      | Naantali, Finlandia (terra)                                      | Naantali, Finlandia (terra)                                      | Naantali, Finlandia (terra)                                      | Naantali, Finlandia (terra)                                      |                                                                  |                                                                  |                                                                  |                                                                  |                                  |
|                                                                                          |                                                                                          | Danimarca                                                                                | 3                                                                                        |                                                                                          |                                                                                          |                                                                                          |                                                                                          |                                                                                          |                                                                                          | 6                                                                | Finlandia                                                        | 3                                                                |                                                                  |                                                                  |                                                                  |                                                                  |                                                                  |                                                                  |                                                                  |                                  |
|                                                                                          |                                                                                          | Montenegro                                                                               | 2                                                                                        |                                                                                          | Roquebrune-Cap-Martin, Francia (terra)                                                   | Roquebrune-Cap-Martin, Francia (terra)                                                   | Roquebrune-Cap-Martin, Francia (terra)                                                   | Roquebrune-Cap-Martin, Francia (terra)                                                   |                                                                                          | 3                                                                | Monaco                                                           | 2                                                                |                                                                  |                                                                  |                                                                  |                                                                  |                                                                  |                                                                  |                                                                  |                                  |
|                                                                                          |                                                                                          |                                                                                          |                                                                                          |                                                                                          |                                                                                          | Montenegro                                                                               | 0                                                                                        |                                                                                          |                                                                                          |                                                                  |                                                                  |                                                                  |                                                                  |                                                                  |                                                                  |                                                                  |                                                                  |                                                                  |                                                                  |                                  |
|                                                                                          |                                                                                          |                                                                                          |                                                                                          |                                                                                          |                                                                                          | 3                                                                                        | Monaco                                                                                   | 5                                                                                        |                                                                                          |                                                                  |                                                                  |                                                                  |                                                                  |                                                                  |                                                                  | Salo, Finlandia (cemento indoor)                                 | Salo, Finlandia (cemento indoor)                                 | Salo, Finlandia (cemento indoor)                                 | Salo, Finlandia (cemento indoor)                                 | Salo, Finlandia (cemento indoor) |
|                                                                                          |                                                                                          |                                                                                          |                                                                                          |                                                                                          |                                                                                          |                                                                                          |                                                                                          |                                                                                          |                                                                                          |                                                                  |                                                                  |                                                                  |                                                                  |                                                                  |                                                                  | 6                                                                | Finlandia                                                        | 3                                                                |                                                                  |                                  |
|                                                                                          |                                                                                          |                                                                                          |                                                                                          |                                                                                          |                                                                                          | Algeri, Algeria (terra)                                                                  | Algeri, Algeria (terra)                                                                  | Algeri, Algeria (terra)                                                                  | Algeri, Algeria (terra)                                                                  | Algeri, Algeria (terra)                                          |                                                                  |                                                                  |                                                                  |                                                                  |                                                                  |                                                                  | Cipro                                                            | 2                                                                |                                                                  |                                  |
|                                                                                          |                                                                                          |                                                                                          |                                                                                          |                                                                                          |                                                                                          |                                                                                          | Irlanda                                                                                  | 4                                                                                        |                                                                                          |                                                                  |                                                                  |                                                                  |                                                                  |                                                                  |                                                                  |                                                                  |                                                                  |                                                                  |                                                                  |                                  |
|                                                                                          | Orano, Algeria (terra)                                                                   | Orano, Algeria (terra)                                                                   | Orano, Algeria (terra)                                                                   | Orano, Algeria (terra)                                                                   |                                                                                          | 7                                                                                        | Algeria                                                                                  | 1                                                                                        |                                                                                          |                                                                  | Nicosia, Cipro (cemento)                                         | Nicosia, Cipro (cemento)                                         | Nicosia, Cipro (cemento)                                         | Nicosia, Cipro (cemento)                                         | Nicosia, Cipro (cemento)                                         |                                                                  |                                                                  |                                                                  |                                                                  |                                  |
|                                                                                          | 7                                                                                        | Algeria                                                                                  | 0                                                                                        |                                                                                          |                                                                                          |                                                                                          |                                                                                          |                                                                                          |                                                                                          |                                                                  | Irlanda                                                          | 2                                                                |                                                                  |                                                                  |                                                                  |                                                                  |                                                                  |                                                                  |                                                                  |                                  |
|                                                                                          | 2                                                                                        | Portogallo                                                                               | 5                                                                                        |                                                                                          | Nicosia, Cipro (cemento)                                                                 | Nicosia, Cipro (cemento)                                                                 | Nicosia, Cipro (cemento)                                                                 | Nicosia, Cipro (cemento)                                                                 |                                                                                          |                                                                  | Cipro                                                            | 3                                                                |                                                                  |                                                                  |                                                                  |                                                                  |                                                                  |                                                                  |                                                                  |                                  |
|                                                                                          |                                                                                          |                                                                                          |                                                                                          |                                                                                          |                                                                                          | Cipro                                                                                    | 3                                                                                        |                                                                                          |                                                                                          |                                                                  |                                                                  |                                                                  |                                                                  |                                                                  |                                                                  |                                                                  |                                                                  |                                                                  |                                                                  |                                  |
|                                                                                          |                                                                                          |                                                                                          |                                                                                          |                                                                                          |                                                                                          | 2                                                                                        | Portogallo                                                                               | 2                                                                                        |                                                                                          |                                                                  |                                                                  |                                                                  |                                                                  |                                                                  |                                                                  |                                                                  |                                                                  |                                                                  |                                                                  |                                  |
| Georgia, Moldavia, Montenegro, e Algeria retrocesse al Group III della Coppa Davis 2010. | Georgia, Moldavia, Montenegro, e Algeria retrocesse al Group III della Coppa Davis 2010. | Georgia, Moldavia, Montenegro, e Algeria retrocesse al Group III della Coppa Davis 2010. | Georgia, Moldavia, Montenegro, e Algeria retrocesse al Group III della Coppa Davis 2010. | Georgia, Moldavia, Montenegro, e Algeria retrocesse al Group III della Coppa Davis 2010. | Georgia, Moldavia, Montenegro, e Algeria retrocesse al Group III della Coppa Davis 2010. | Georgia, Moldavia, Montenegro, e Algeria retrocesse al Group III della Coppa Davis 2010. | Georgia, Moldavia, Montenegro, e Algeria retrocesse al Group III della Coppa Davis 2010. | Georgia, Moldavia, Montenegro, e Algeria retrocesse al Group III della Coppa Davis 2010. | Georgia, Moldavia, Montenegro, e Algeria retrocesse al Group III della Coppa Davis 2010. | Lettonia e Finlandia promosse al Group I della Coppa Davis 2010. | Lettonia e Finlandia promosse al Group I della Coppa Davis 2010. | Lettonia e Finlandia promosse al Group I della Coppa Davis 2010. | Lettonia e Finlandia promosse al Group I della Coppa Davis 2010. | Lettonia e Finlandia promosse al Group I della Coppa Davis 2010. | Lettonia e Finlandia promosse al Group I della Coppa Davis 2010. | Lettonia e Finlandia promosse al Group I della Coppa Davis 2010. | Lettonia e Finlandia promosse al Group I della Coppa Davis 2010. | Lettonia e Finlandia promosse al Group I della Coppa Davis 2010. | Lettonia e Finlandia promosse al Group I della Coppa Davis 2010. |                                  |

## Gruppo III

### Sezione A
|   | Pool A            | EST | LUX | ICE | BTW |   |                  | Pool B | TUR | GRE | MAD | RWA |
| 1 | Estonia (3-0)     |     | 3-0 | 3-0 | 3-0 | 1 | Turchia (3-0)    |        | 2-1 | 2-1 | 3-0 |     |
| 2 | Lussemburgo (2-1) | 0-3 |     | 3-0 | 3-0 | 2 | Grecia (2-1)     | 1-2    |     | 3-0 | 3-0 |     |
| 3 | Islanda (1-2)     | 0-3 | 0-3 |     | 2-1 | 3 | Madagascar (0-2) | 1-2    | 0-3 |     | NP  |     |
| 4 | Botswana (0-3)    | 0-3 | 0-3 | 1-2 |     | 4 | Ruanda (0-2)     | 0-3    | 0-3 | NP  |     |     |

|   |                   | EST | TUR | LUX | GRE |   |                  |     | MAD | ISL | RWA | BWA |
| 1 | Estonia (3-0)     |     | 2-1 | 3-0 | 3-0 | 1 | Madagascar (2-0) |     | 2-1 | NP  | 3-0 |     |
| 2 | Turchia (2-1)     | 1-2 |     | 2-0 | 2-1 | 2 | Islanda (2-1)    | 1-2 |     | 2-1 | 2-1 |     |
| 3 | Lussemburgo (1-2) | 0-3 | 0-2 |     | 2-1 | 3 | Ruanda (1-1)     | NP  | 1-2 |     | 2-1 |     |
| 4 | Grecia (0-3)      | 0-3 | 1-2 | 1-2 |     | 4 | Botswana (0-3)   | 0-3 | 1-2 | 1-2 |     |     |

- Estonia e  Turchia promosse al Gruppo II nel 2010.
- Ruanda e  Botswana retrocesse al Gruppo IV nel 2010.

### Sezione B
|   | Pool A           | MAR | TUN | NGR | SMR |   |                            |     | NOR | BIH | AND | NAM |
| 1 | Marocco (3-0)    |     | 2-1 | 3-0 | 3-0 | 1 | Norvegia (3-0)             |     | 2-1 | 3-0 | 3-0 |     |
| 2 | Tunisia (2-1)    | 1-2 |     | 3-0 | 3-0 | 2 | Bosnia ed Erzegovina (2-1) | 1-2 |     | 3-0 | 3-0 |     |
| 3 | Nigeria (1-2)    | 0-3 | 0-3 |     | 3-0 | 3 | Andorra (1-2)              | 0-3 | 0-3 |     | 2-1 |     |
| 4 | San Marino (0-3) | 0-3 | 0-3 | 0-3 |     | 4 | Namibia (0-3)              | 0-3 | 0-3 | 1-2 |     |     |

|   | Play-offs Promozione       | NOR | BIH | MAR | TUN |   |                  | Play-offs Retrocessione | AND | NGR | NAM | SMR |
| 1 | Norvegia (2-1)             |     | 1-2 | 2-1 | 2-1 | 1 | Andorra (3-0)    |                         | 3-0 | 2-1 | 2-1 |     |
| 2 | Bosnia ed Erzegovina (2-1) | 2-1 |     | 1-2 | 2-1 | 2 | Nigeria (2-1)    | 0-3                     |     | 2-1 | 3-0 |     |
| 3 | Marocco (2-1)              | 1-2 | 2-1 |     | 2-1 | 3 | Namibia (1-2)    | 1-2                     | 1-2 |     | 2-1 |     |
| 4 | Tunisia (0-3)              | 1-2 | 1-2 | 1-2 |     | 4 | San Marino (0-3) | 1-2                     | 0-3 | 1-2 |     |     |

- Norvegia e  Bosnia ed Erzegovina promosse al Gruppo II nel 2010.
- Namibia e  San Marino retrocesse al Gruppo IV nel 2010.

## Gruppo IV
|   |                      | GHA | ZIM | CIV | ARM | CMR |
| 1 | Ghana (4-0)          |     | 3-0 | 3-0 | 3-0 | 3-0 |
| 2 | Zimbabwe (3-1)       | 0-3 |     | 2-1 | 2-1 | 3-0 |
| 3 | Costa d'Avorio (2-2) | 0-3 | 1-2 |     | 2-1 | 2-1 |
| 4 | Armenia (1-3)        | 0-3 | 1-2 | 1-2 |     | 3-0 |
| 5 | Camerun (0-4)        | 0-3 | 0-3 | 1-2 | 0-3 |     |

- Ghana,  Zimbabwe,  Costa d'Avorio e  Armenia promosse al Gruppo III della Coppa Davis 2010.